# Amilcar Type MCO
Der Amilcar Type MCO (kurz Amilcar MCO) war ein Rennwagen der französischen Marke Amilcar.

## Beschreibung
Dies war die Weiterentwicklung des Amilcar Type CO in der Ausführung experimental. Zwei verschiedene Motoren gab es. Es waren Sechszylinder-Reihenmotoren mit Roots-Gebläse. Der kleinere hatte 56 mm Bohrung, 74 mm Hub, 1094 cm³ Hubraum und 107 PS Leistung. Vom größeren mit 57 mm Bohrung, 83 mm Hub und 1271 cm³ Hubraum ist keine Leistung bekannt.
Der Motor war vorne im Fahrzeug montiert und trieb über eine Kardanwelle die Hinterachse an. Motor und Getriebe waren neun Zentimeter nach links versetzt. Der Kühlergrill war mittig angeordnet, die Öffnung für die Anlasskurbel dagegen nicht. Der Wasserkühler war im Gegensatz zum Type CO vor der Vorderachse platziert. Die offene Karosserie war ein Monoposto mit Platz für eine Person. Der Radstand betrug 213 cm. Als Leergewicht sind 495 kg angegeben.
Insgesamt entstanden mit jedem der beiden genannten Motoren jeweils ein Fahrzeug. Beide existieren heute noch.

## Einsätze
Am 26. August 1928 wurden beide Fahrzeuge bei Rekordfahrten in der Nähe von Arpajon eingesetzt. Sie brachen vier Weltrekorde.
Jules Moriceau und sein Mechaniker Louis Roberjot nahmen im Mai 1929 am Indianapolis 500 1929 teil. Ihr Fahrzeug war das mit dem kleinsten Hubraum im Starterfeld. Die Qualifikation gelang ohne Probleme. In Runde 31 kam das Aus.